# MechWarrior (série)
MechWarrior é uma série de jogos eletrônicos ambientada no universo fictício de BattleTech.

## Jogos
| 1989 | MechWarrior                        |
| 1990 |                                    |
| 1991 |                                    |
| 1992 |                                    |
| 1993 | MechWarrior                        |
| 1994 | MechWarrior 3050                   |
| 1995 | MechWarrior 2: 31st Century Combat |
| 1995 | MechWarrior 2: Ghost Bear's Legacy |
| 1996 | MechWarrior 2: Mercenaries         |
| 1997 |                                    |
| 1998 |                                    |
| 1999 | MechWarrior 3                      |
| 2000 | MechWarrior 4: Vengeance           |
| 2001 |                                    |
| 2002 | MechWarrior 4: Mercenaries         |
| 2003 |                                    |
| 2004 |                                    |
| 2005 |                                    |
| 2006 |                                    |
| 2007 |                                    |
| 2008 |                                    |
| 2009 |                                    |
| 2010 |                                    |
| 2011 |                                    |
| 2012 |                                    |
| 2013 | MechWarrior Online                 |
| 2013 | MechWarrior: Tactical Command      |
| 2014 |                                    |
| 2015 |                                    |
| 2016 |                                    |
| 2017 |                                    |
| 2018 |                                    |
| 2019 | MechWarrior 5: Mercenaries         |
| 2020 |                                    |
| 2021 |                                    |
| 2022 |                                    |
| 2023 |                                    |
| 2024 | MechWarrior 5: Clans               |

Nos jogos MechWarrior, os jogadores assumem o controle de um único BattleMech e combatem outros BattleMechs, tanques, infantaria e mais, de dentro do cockpit de sua máquina. Uma visão alternativa em terceira pessoa está disponível em MechWarrior 2, 3, 4, Online e 5. Tanto MechWarrior 2 quanto MechWarrior 3 foram vencedores do Origins Award, levando o prêmio de Melhor Jogo de Computador de Fantasia ou Ficção Científica em 1995 e Melhor Jogo de Computador de Ação em 1999, respectivamente.

## Linha do tempo no universo
- MechWarrior acontece no final da Terceira Guerra de Sucessão.
- MechWarrior 2: 31st Century Combat, MechWarrior 2: Ghost Bear's Legacy, Mercenaries, e MechWarrior Online lidam com os eventos logo antes, durante e logo depois da Invasão dos Clãs da Inner Sphere.
- MechWarrior 3 e MechCommander estão preocupados com diferentes partes da "Operação Serpente" e "Operação Bulldog", o contra-ataque combinado da Inner Sphere contra os Clãs, direcionado aos Smoke Jaguars.
- MechWarrior 4: Vengeance e sua expansões, e MechCommander 2 lidam com a Guerra Civil da Comunidade Federada.
- MechWarrior 5: Mercenaries acontece durante a Terceira Guerra de Sucessão.[1]
- MechWarrior 5: Clans acontecerá durante a Invasão dos Clãs da Inner Sphere.[2]

## Filme Live-action
A Electric Entertainment, uma produtora de Hollywood fundada por Dean Devlin, atualmente detém a opção de produzir um longa-metragem baseado no universo MechWarrior.  Em 2003, Devlin abordou a Paramount para lançar o projeto, mas não conseguiu receber financiamento. O projeto está atualmente em limbo de desenvolvimento.